# Charles Sellier
Charles Edward Sellier Jr. (9 de novembre de 1943 - 31 de gener de 2011) va ser un productor, guionista, novel·lista i director nord-americà, més conegut per crear el llibre i la sèrie de televisió nord-americana The Life and Times of Grizzly Adams. També era conegut per dirigir la famosa pel·lícula slasher de temàtica nadalenca Silent Night, Deadly Night També va escriure i produir més de trenta pel·lícules i 230 programes de televisió durant la seva carrera, que va durar quatre dècades.

## Vida i carrera
Sellier va néixer a Pascagoula (Mississipi), el 9 de novembre de 1943. era l'únic fill de Charles Edward Senior i Gladys Carson Sellier. El seu pare treballava com a empleat d'enviamentS. Sellier va néixer com a cajun catòlic, després es va convertir al mormonisme i després al cristianisme evangèlic.
The Life and Times of Grizzly Adams, que es va emetre a NBC durant la temporada de televisió 1977–1978, representava un personatge, interpretat per l'actor Dan Haggerty, que s'escapa d'un caçarecompenses i rescata un cadell d'ós que es converteix en el seu company constant a la sèrie. Sellier havia presentat el personatge per primera vegada a la seva novel·la de 1972, The Life and Times of Grizzly Adams, basada en la VIDA real de l'home de muntanya del segle xix, James "Grizzly" Adams. La sèrie va ser produïda per Sunn Classic Pictures, una empresa productora amb seu a Park City, Utah, fundada per Mel Hardman, a la que Sellier es va unir el 1974. The Life and Times of Grizzly Adams va durar dues temporades, però es va concloure en el telefilm de 1982, The Capture of Grizzly Adams, en la qual Dan Haggerty va repetir el seu paper.
A més, Sellier va escriure i va produir més de 230 programes de televisió i trenta llargmetratges durant la seva carrera. Onze dels llargmetratges de Sellier s'inclouen entre les 100 pel·lícules independents més taquilleres de la història, amb sis d'aquestes pel·lícules entre les vint-i-cinc primeres.
Sellier va produir nombroses pel·lícules i programes de televisió, sovint amb temes pioners nord-americans o temes cristians dirigits a un públic familiar. Els seus crèdits de producció van incloure In Search of Noah's Ark, In Search of Historic Jesus, Mark Twain's America, The Lincoln Conspiracy, The Incredible Discovery of Noah's Ark i Breaking the Da Vinci Code. El 1980, Sellier va ser nominat a un Premi Emmy pel seu treball a la pel·lícula feta per a televisió, The Legend of Sleepy Hollow, que va protagonitzar Jeff Goldblum com a Ichabod Crane. Sellier va ser membre de l'Acadèmia d'Arts i Ciències de la Televisió, el Writers Guild of America i la National Religious Broadcasters Association.
Sellier era el CEO de Grizzly Adams Prods. en el moment de la mort el 2011. L'empresa comercialitzava documentals, telefilms i pel·lícules basades en la fe. En el moment de la seva mort, Sellier estava negociant un acord amb Passmorelab de San Diego per convertir les pel·lícules i programes de televisió que va produir 3D per a la difusió de Blu-ray DVD 3D i televisió 3D, encara que les dites "conversions 3D" mai es van materialitzar.
Sellier va morir inesperadament a la seva casa de Coeur d'Alene (Idaho), el 31 de gener de 2011, a l'edat de 67 anys. Durant el seu primer matrimoni amb la seva parella treballadora, Donna Sellier, la parella va tenir dos fills. El seu fill gran, Donald Sellier, va morir anteriorment. Li van sobreviure el seu altre fill, William Sellier, i la seva dona per un segon matrimoni, Julie Magnuson.

## Filmografia

### Com a productor
- 1973 The Brothers O'Toole (productor)
- 1974 The Life and Times of Grizzly Adams (productor)
- 1976 Guardian of the Wilderness (productor)
- 1976 In Search of Noah's Ark (documental) (productor)
- 1976 The Mysterious Monsters (documental) (productor)
- 1976 The Amazing World of Psychic Phenomena (documental) (productor)
- 1976 The Adventures of Frontier Fremont (productor)
- 1977 Incredible Rocky Mountain Race (telefilm) (productor executiu)
- 1977 Last of the Mohicans (telefilm) (productor executiu)
- 1977 The Lincoln Conspiracy (productor)
- 1977 The Life and Times of Grizzly Adams (sèrie de televisió) (productor executiu)
- 1978 The Deerslayer (telefilm) (productor executiu)
- 1978 The Time Machine (telefilm) (productor executiu)
- 1978 Donner Pass: The Road to Survival (telefilm) (productor executiu)
- 1978 Beyond and Back (documental) (productor)
- 1979 The Fall of the House of Usher (productor executiu)
- 1979 Beyond Death's Door (productor)
- 1979 In Search of Historic Jesus (documental) (productor)
- 1979 The Bermuda Triangle (documental) (productor)
- 1979 Encounter with Disaster (documental) (productor)
- 1979 Greatest Heroes of the Bible (sèrie de televisió) (productor executiu – 2 episodis)
  - Daniel and Nebuchadnezzar (1979) (productor executiu)
  - The Story of Esther (1979) (productor executiu)
- 1980 The Legend of Sleepy Hollow (telefilm) (productor executiu)
- 1980 Hangar 18 (productor)
- 1981 Legend of the Wild (productor)
- 1981 The Nashville Grab (telefilm) (productor executiu)
- 1981 The Boogens (productor)
- 1981 California Gold Rush (telefilm) (productor executiu)
- 1981 The Adventures of Huckleberry Finn (telefilm) (productor executiu)
- 1981 The Adventures of Nellie Bly (telefilm) (productor executiu)
- 1981 Earthbound (productor executiu)
- 1982 The Capture of Grizzly Adams (telefilm) (productor executiu)
- 1984 Snowballing (productor)
- 1984 Silent Night, Deadly Night (director – com a Charles E. Sellier Jr.)
- 1987 Desperado (telefilm) (productor – com a Chuck Sellier)
- 1988 Desperado: Avalanche at Devil's Ridge (telefilm) (productor supervisor)
- 1988 The Return of Desperado (telefilm) (productor supervisor)
- 1989 Desperado: Badlands Justice (telefilm) (productor – com a Chuck Sellier)
- 1989 Desperado: The Outlaw Wars (telefilm) (productor – com a Chuck Sellier)
- 1989 Men (sèrie de televisió) (productor – 1 episodi)
  - Baltimore (1989) (productor)
- 1990 Vestige of Honor (telefilm) (productor supervisor – com a Chuck Sellier)
- 1991 Brotherhood of the Gun (telefilm) (productor – com a Chuck Sellier)
- 1991 Knight Rider 2000 (telefilm) (productor – com a Chuck Sellier)
- 1993 Ancient Secrets of the Bible, Part II (TV documental) (productor executiu – com a Charles E. Sellier)
- 1993 The Incredible Discovery of Noah's Ark (TV documental) (productor executiu – com a Charles E. Sellier)
- 1994 Mysteries of the Ancient World (TV documental) (productor executiu)
- 1995 UFO Diaries (minisèrie de televisió) (productor)
- 2000–2002 Encounters with the Unexplained (sèrie de televisió documental) (productor supervisor – 49 episodis) 
  - Political Victim: Vince Foster – Suicide or Political Execution?/Attack on America: Were There Miracles Amidst the Mayhem of 911? (2002) (productor supervisor)
  - America's Lost Colony: Has the Lost Colony of Roanoke Been Found?/Prophetic Last Days: Have We Entered the End Times? (2002) (productor supervisor)
  - Global Climate Changes: Will Global Warming Change Our Lives?/Biblical Paradise: Have We Found the Garden of Eden? (2002) (productor supervisor)
  - Deadly Insects: Are We Creating Killer Insects?/Fields of Mystery: Are Crop Circles the Language of Aliens? (2002) (productor supervisor)
  - Has the Lost Colony of Roanoke Been Found?/Are the End Times Here? (2002) (productor supervisor)
- 2004 The Evidence for Heaven (telefilm) (productor supervisor)
- 2004 George W. Bush: Faith in the White House (video documental) (productor supervisor)
- 2005 The Miraculous Mission (TV documental) (productor supervisor)
- 2005 12 Ordinary Men (telefilm) (productor supervisor)
- 2005 Breaking the Da Vinci Code (video documental) (productor supervisor)
- 2005 The Da Vinci Code Deception: Solving the 2000 Year Old Mystery (telefilm) (productor supervisor)
- 2005 The Search for Heaven (video documental) (productor supervisor)
- 2006 Miracles in Our Midst (telefilm) (productor supervisor)
- 2006 Heroes Among Us, Miracles Around Us (video documental) (productor supervisor – com a Chuck Sellier)
- 2006 Apocalypse and the End Times (video documental) (productor supervisor – com a Chuck Sellier)
- 2006 End Times How Close Are We? (telefilm) (productor supervisor)
- 2006 Portrait of Courage: The Untold Story of Flight 93 (video documental) (productor supervisor)
- 2006 The Heroes of Flight 93 (telefilm) (productor supervisor)
- 2007 The Longevity Secret (video documental) (productor supervisor)
- 2007 Miraculous Messages (telefilm) (productor supervisor)
- 2007 The Case for Christ's Resurrection (telefilm) (productor supervisor)
- 2007 Fabric of Time (video) (productor supervisor)
- 2008 Friends for Life (productor supervisor)
- 2008 Unlocking the Secret (video) (productor supervisor)

### Com a director
- 1979 Encounter with Disaster (documental)
- 1984 Silent Night, Deadly Night
- 1984 Snowballing
- 1985 The Annihilators

### Com a guionista
- 1976 Guardian of the Wilderness
- 1976 In Search of Noah's Ark (documental) (llibre "In Search of Noah's Ark" / guió)
- 1976 The Adventures of Frontier Fremont (història)
- 1977 The Lincoln Conspiracy (llibre)
- 1977 The Life and Times of Grizzly Adams (sèrie de televisió) 
  - The Trial (1977) (creador)
  - A Bear's Life (1977) (creador)
  - Survival (1977) (creador)
  - Hot Air Hero (1977) (creador)
  - Home of the Hawk (1977) (creador)
- 1979 In Search of Historic Jesus (documental) (guionista)
- 1979 Greatest Heroes of the Bible (sèrie de televisió) 
  - Abraham's Sacrifice (1979) (desenvolupador)
  - Daniel and Nebuchadnezzar (1979) (desenvolupador)
- 1980 Hangar 18 (llibre with Robert Weverka)
- 1982 The Capture of Grizzly Adams (telefilm) llibre)
- 1992 Ancient Secrets of the Bible (TV documental)
- 1992 Miracles and Other Wonders (TV docudrama; llibre 1994)
- 1993 Ancient Secrets of the Bible, Part II (TV documental) (llibre / com a Charles E. Sellier)
- 1993 The Incredible Discovery of Noah's Ark (TV documental) (llibre / com a Charles E. Sellier)
- 2008 Friends for Life